# Endre Midtstigen
Endre Martin Midtstigen, né le 13 mars 1986, est un acteur norvégien de films d'horreur. Il est le fils de Per Midtstigen et le frère de Mari Midtstigen.

## Carrière
Midtstigen a vécu et a été élevé à Sel (Comté d'Oppland).
Il est devenu célèbre en 2006 grâce au film d'horreur Cold Prey dans lequel il interprète Mikal. Ce personnage meurt vers la fin du film.
Endre poursuit par la suite sa carrière en tant que mannequin en Norvège.

### Filmographie
- 2006 : Cold Prey (Fritt vilt) ; Mikal
- 2010 : Akvarium ; Le jeune homme